# Helius monticola
Helius monticola är en tvåvingeart som först beskrevs av Edwards 1919.  Helius monticola ingår i släktet Helius och familjen småharkrankar. Inga underarter finns listade i Catalogue of Life.